# Dalida Tenco - The Classic Collection
Dalida Tenco - The Classic Collection è una raccolta postuma dei cantanti Dalida e Luigi Tenco, pubblicata in Italia nel 1994 dalla Fremus.
La raccolta, creata per le serie "Golden Age" e "Rarities Compilation Series" contiene alcuni brani meno conosciuti dei due cantanti.
All'interno sono state anche inserite alcune tracce inedite tra le quali Mustapha, un brano bilingue in francese ed arabo cantato da Dalida durante un concerto nel 1984.

## Tracce
1. Dalida – Ciao amore, ciao (live)
2. Luigi Tenco – Blowin' in the wind
3. Dalida – Dos (Ceux) (in spagnolo)
4. Luigi Tenco – Ah! L'amore, l'amore
5. Dalida – O sole mio (Kasayaku) (versione in giapponese)
6. Luigi Tenco – Ballata della moda
7. Dalida – Ik zing amore (I sing amore) (in olandese)
8. Luigi Tenco – No, non è vero
9. Dalida – No, dico no (Non, je ne regrette rien)
10. Luigi Tenco – Ragazzo mio
11. Dalida – Love in Portofino
12. Luigi Tenco – Io sì
13. Dalida – Luna caprese
14. Luigi Tenco – Una brava ragazza
15. Dalida – If only I could live my life again
16. Luigi Tenco – La ballata dell'amore
17. Dalida & Massimo Ranieri – La prima cosa bella (INEDITO - live)
18. Luigi Tenco – Ho capito che ti amo
19. Dalida – Mustaphà (INEDITO - live in lingua francese e araba)
20. Luigi Tenco – Mi sono innamorato di te
21. Dalida, Edoardo Vianello & Luigi Tenco – Registrazione live da "La prova del nove" 1965